# ケン・オノ
ケン・オノ（Ken Ono、1968年3月20日 - ）は日系アメリカ人の数学者。数論、特に自然数の分割、モジュラー形式が専門。また、インドの数学者シュリニヴァーサ・ラマヌジャンの研究を行う。現在エモリー大学教授。

## 略歴
第二次大戦後アメリカ合衆国へ移民した数学者小野孝の次男としてフィラデルフィアに生まれる。兄サンタ・J ・オノ（小野三太）は孝がカナダのブリティッシュコロンビア大学在勤中に生まれたが、ケンは米国帰国後ペンシルバニア大学在勤中に生まれた。シカゴ大学を1989年に卒業、1993年にカリフォルニア大学ロサンゼルス校で博士課程修了。